# Хурама
Хурама (азерб. Xurama) — село в административно-территориальном округе Гаджаллы Зангеланском районе Азербайджана.

## География
Село Хурама находится на берегу реки Араз, на равнинной территории.

## История
Поселение было основано в XVIII веке переселенцами из села Хурама в Южном Азербайджане.
В 1993 году в ходе Карабахской войны село перешло под контроль непризнанной НКР. Согласно резолюции СБ ООН считалось оккупированным армянскими силами.
21 октября 2020 года президент Азербайджана Ильхам Алиев объявил, что «азербайджанская армия освободила от оккупации» село Хурама.